# Уиклоу (графство)
Уи́клоу (ирл. Cill Mhantáin; англ. Wicklow) — графство на востоке Ирландии. Входит в состав провинции Ленстер на территории Республики Ирландии. Административный центр — Уиклоу, крупнейший город — Брей. Население 136 640 человек (11-е место среди графств Республики Ирландия; данные 2011 года).

## География
Площадь территории 2027 км² (13-е место). На территории графства расположены горы Уиклоу, их высочайшая точка — г. Лугнакилла (925 м). Из водоёмов можно упомянуть реки Авока и Лиффи, а также озёра Лох-Дан и Лох-Тай.

## Достопримечательности
Развалины крупного монашеского поселения, основанного св. Кевином, в долине Глендалох. Там находится одна из крупнейших круглых башен Ирландии и ирландский крест XII века.